# Bulbophyllum baileyi
Bulbophyllum baileyi là một loài phong lan thuộc chi Bulbophyllum.